# Diplosoma
Diplosoma é um género botânico pertencente à família Aizoaceae.